# هاکران دیاز
هاکران دیاز (انگلیسی: Hacran Dias؛ زادهٔ ۱۶ مهٔ ۱۹۸۴) ورزشکار هنرهای رزمی ترکیبی اهل برزیل است.